# Trichilia prieuriana
Trichilia prieuriana là một loài thực vật có hoa trong họ Meliaceae. Loài này được A.Juss. miêu tả khoa học đầu tiên năm 1830.